# Grube Frieda

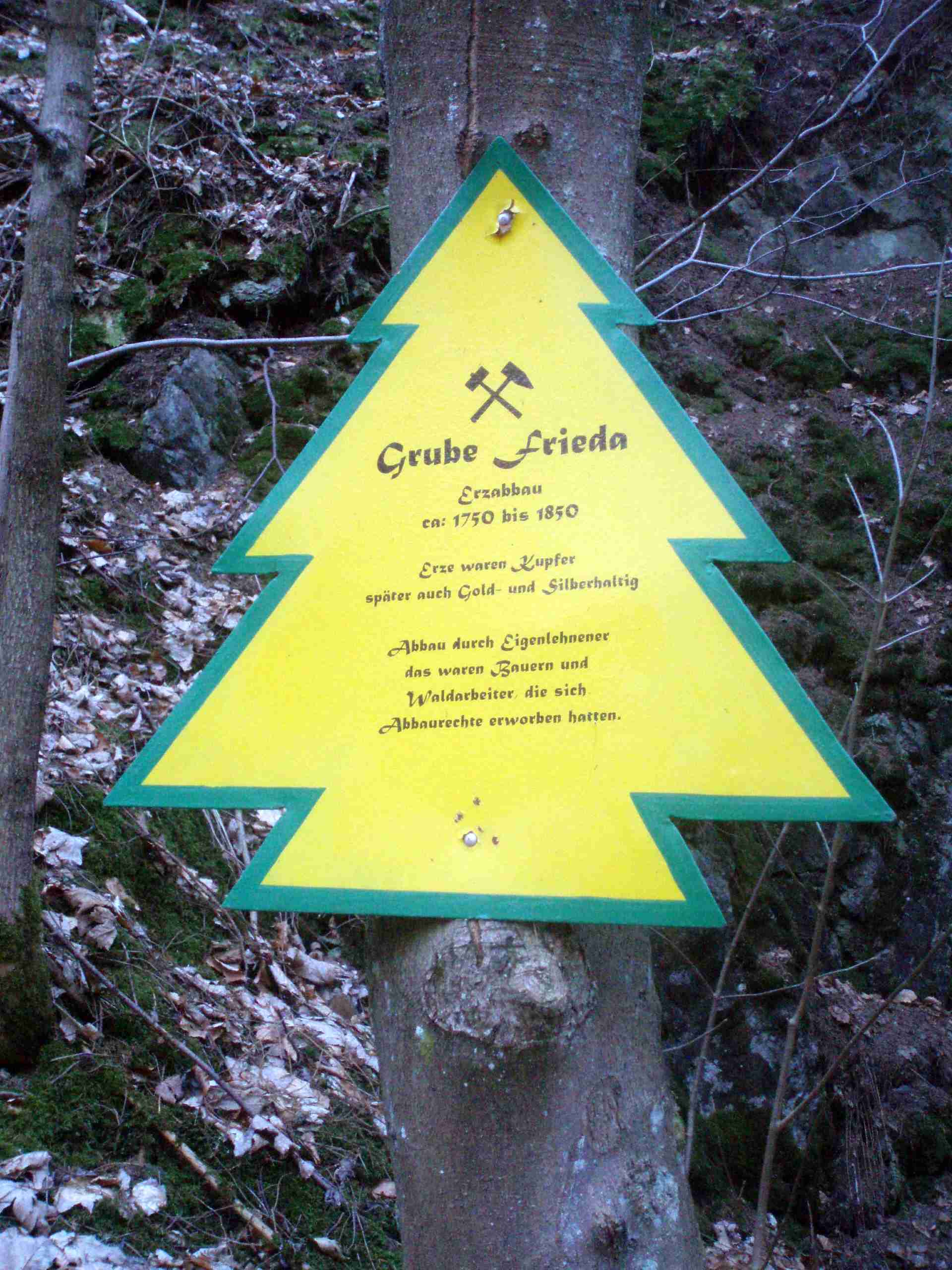
Dennert-Tanne Grube Frieda

Grube Frieda ist ein stillgelegtes Bergwerk in der Montanregion Harz. Es befindet sich im Tal der Luppbode im Harz, zwischen Treseburg und Allrode auf dem Territorium der Stadt Thale. Die Grube verfügt über zwei Mundlöcher, vor denen unmittelbar der Bode-Selke-Stieg vorbeiführt. Das Erzbergwerk war zwischen ca. 1750 und 1850 in Betrieb.